# Chiapas-Kletterratte
Die Chiapas-Kletterratte (Tylomys bullaris) ist eine zu den Kletterratten gehörende Art der Neuweltmäuse und eng mit der Nacktschwanz-Kletterratte verwandt. Sie ist nur von einem einzigen Fundort in den Tropenwäldern Chiapas bekannt und wird als vom Aussterben bedroht eingestuft.

## Körperbau
Die Gesamtlänge eines nicht ausgewachsenen Exemplars von Tylomys bullaris beträgt 324 Millimeter, die Schwanzlänge 158 Millimeter und die Hinterfußlänge 37,5 Millimeter. Das Fell der Oberseite ist blassgrau-bleifarben und das der Unterseite ist weiß. Die Pfoten sind braun bis auf die weißen Zehen. Die Oberlippe und ein Fleck an der Nasenseite sind ebenfalls weiß.
Das Zwischenscheitelbein der Chiapas-Kletterratte ist breit und die Jochbögen sind weit gespreizt. Anders als bei der Nacktschwanz-Kletterratte und bei Tylomys tumbalensis sind die Paukenblasen merklich aufgebläht und eher kugelförmig als vorn zugespitzt.

## Verbreitung, Lebensraum und Bestand
Das Verbreitungsgebiet der Chiapas-Kletterratte liegt im mexikanischen Chiapas, wo die Art nur von zehn Exemplaren aus Tuxtla Gutiérrez bekannt ist, von denen das letzte vor mehr als 40 Jahren nachgewiesen wurde.
In diesem Gebiet ist sie an tropische laubabwerfende Wälder gebunden.
Die Weltnaturschutzunion IUCN stufte die Chiapas-Kletterratte 2008 als vom Aussterben bedroht ein, sie könnte jedoch bereits ausgestorben sein. Begründet wurde dies mit dem begrenzten Vorkommen sowie der Wahrscheinlichkeit einer starken Bestandsabnahme, verursacht durch das voraussichtlich vollständige Verschwinden des ursprünglichen Lebensraumes aufgrund von Verstädterung und der Umwandlung in landwirtschaftlich genutzte Fläche. 1996 wurde die Art ebenfalls als vom Aussterben bedroht eingestuft. In Mexiko wird sie gesetzlich als bedroht geführt (NOM-059_ECOL-2001).

## Systematik und Nomenklatur
Die Chiapas-Kletterratte wird gewöhnlich als eigenständige Art geführt,
könnte jedoch der Nacktschwanz-Kletterratte als Unterart zuzuordnen sein. Das Typusexemplar stammt aus Tuxtla Gutiérrez aus einer Höhe von 550 Metern
und wurde 1901 von Clinton Hart Merriam als Tylomys bullaris beschrieben.